# 毛彪
毛彪（1987年7月24日—），绰号“C毛”、“大毛毛”、“三虎”、“毛了个彪”，中国天津人，中國足球运动员，效力於中國足球超級聯賽天津泰达足球俱乐部，现任黑龙江冰城足球俱乐部一线队助理教练。毛彪少时在泰达足校踢球，2001年入选中国国少队，参加了2002年亚少赛和2003年世少赛，在亚少赛小组赛中射進一球。后来入选中国国青队和“2008奥运之星”队。代表中国国青队出战南非八国赛时，表现出色，射進3球，捧得金球奖和金靴奖。2005年4月3日，毛彪首次代表天津泰达出战联赛就取得进球。毛彪曾經被视为天津泰达的希望之星和于根伟的接班人。然而毛彪在几个赛季中进球寥寥，因此招致了球迷的批评乃至恶搞。2009年5月19日，在亚冠联赛对阵中央海岸水手的比赛中毛彪首次射進了亚冠入球，不久後毛彪就入选由高洪波执教的中國國家足球隊，在對陣沙特阿拉伯的友谊赛中上场，為他唯一一次入选中国国家队及唯一一次出场。2009年9月27日对阵长春亚泰进球后，毛彪陷入了長達1,014天的进球荒。直至2012年7月7日，对阵大连阿尔滨时才再次取得入球。目前担任中甲黑龙江冰城一线队教练。

## 职业生涯

### 早年与国少队
毛彪少时就读于天津市河西区土城小学。1996年，9岁的毛彪开始接触足球。毛彪本来打算练习田径，但碰巧学校组建足球队，毛彪凭借速度优势入选球队，司职前锋。1999年，毛彪进入泰达三线队，在那里度过了三年时光。这期间，毛彪多一半的时间是在刘春明的中国国少队中训练。刘春明的国少队组建于2001年7月25日组建，目标是为2008年北京奥运会培养人才。国少队建队时就将毛彪招入。2002年4月，毛彪被选为2002年世界杯足球赛中国队的护旗手。2002年亞足聯U17少年錦標賽上，毛彪在小组赛与缅甸的比赛中打入一球，球队最后夺得季军，进军2003年世界少年足球錦標賽。在芬兰举行的U17世少赛上，球队小组赛就被淘汰，国少队也随之解散。回到泰达的毛彪通过了甲A联赛体测，补报参加联赛。不过，他没有获得出场的机会。

### 国青队和“08之星”
2003年底，贾秀全组建国青队，将毛彪招入队中。这时毛彪还不到17岁，而他进入的是U19国家队。不久贾秀全离开，殷铁生接管国青。然而，2004年亚青赛报名时，殷铁生把毛彪排除在20人大名单之外。2004年底，中国足协与德国合作，组建“2008奥运之星”队，选派球员赴德留学，计划以“08之星”队为班底征战之后的世青赛和奥运会，毛彪被选入其中。然而，“08之星”计划并不顺利，主教练埃克哈德·克劳琛极为看好的崔鹏、王永珀等人因俱乐部不愿放人无法成行，天津泰达起初也打算留住毛彪，不过毛彪最后还是去了德国，但是俱乐部与足协的协议中加了一项条款，天津泰达可以强行招毛彪回国。集训期间，毛彪是08之星队的主力前锋。在德国巴特基辛根集训89天后，08之星队于2005年3月8日回到中国。毛彪回到了天津泰达队。
回到泰达不到一个月，毛彪迎来了自己的第一场联赛，并在短短的10分钟出场时间中收获了自己的第一个联赛入球。2005年中国足球超级联赛第1轮，天津康师傅主场迎战辽宁中誉，毛彪替下张烁后很快打入一球，将比分扩大到5比1。进球时，毛彪还不满18岁，成为当时天津泰达队史上最年轻的进球者。不久，国青队与08之星整合，克劳琛圈定了30人的大名单赴德备战世青赛，毛彪是入选大名单的唯一一个08之星队员。但是毛彪提前结束集训回国，落选正式参赛名单。然而赛前中国足协又戏剧性地宣布毛彪入选世青赛的名单，顶替突然受伤的王永珀。毛彪搭上了前往荷兰的末班车。世青赛小组赛上中国队三战全胜，以小组第一名的身份出线；十六强赛上，2比3不敌德国出局。毛彪一直坐在板凳上，连一分钟的出场机会都没有。
世青赛后，毛彪跟随国青队又参加了一些热身赛。2006年初，中国国青队前往南非参加八国赛，参赛的其它七支球队都来自非洲。中国国青队三胜一平夺得冠军，毛彪大放异彩，打进三球，最终获得金球奖和金靴奖。此后毛彪虽然参加了国青队的一些训练和比赛，但是在亚青赛前落选大名单，黯然离开国青队。

### 天津泰达
2005年中国足球超级联赛中，毛彪在联赛第一轮替补出场，取得自己的联赛第一次出场和第一个进球。整个赛季中，泰达主帅刘春明将毛彪作为替补使用，毛彪在有限的出场时间内打入了两个进球，还送上了数个助攻。毛彪代表中国国青队出战南非八国赛时的优异表现，更让大众相信毛彪是天津泰达的希望之星，不少人期望毛彪可以接班于根伟。但是，2006年1月于根伟突然宣布退役。缺少了于根伟，毛彪在球场上缺少支援，难有机会。毛彪身体不够强壮，对抗不占优，速度优势也无法体现。2006年、2007年两年的联赛中，毛彪出场时间很多，进球数却一共只有三个。毛彪糟糕的表现招致了球迷的批评甚至谩骂。还有球迷在网上编毛彪笑话集、制作恶搞图片以讽刺他。毛彪在泰达主场比赛时，看台上经常会响起“换毛彪”的喊声。毛彪后来坦承，球迷的批评和恶搞让他承受了巨大的压力，夜不能寐。那时的他害怕主场比赛，甚至有过提前退役的想法。
2008年，毛彪仍旧担任锋线主力，搭档巴西外援路易斯，一个赛季打入6球。媒体评价，锋线是这个赛季泰达的一大弱点。2009年，路易斯在赛季开始前重伤，泰达引援失败，买入的亚洲外援塔吉耶夫和布里奇表现都不理想，最终只好使用毛彪和张烁的锋线组合，球队的进攻很不理想。毛彪全年打入5个联赛入球。不过，赛季中的一段时间毛彪的状态稍有提升。2009年5月19日，2009年亚洲冠军联赛小组赛第六轮，天津泰达队客场挑战澳大利亚中央海岸水手，毛彪攻入一球，帮助球队取得亚冠联赛客场首胜，这也是他职业生涯中首粒亚冠入球。5月21日，中国足协公布集训名单，毛彪入选了高洪波的国家队，这是毛彪首次入选中国国家队。6月4日，毛彪在中国与沙特阿拉伯的友谊赛的第70分钟替补郜林上场，这是他第一次代表中国国家队出场。
2010年中国足球超级联赛第6轮，天津泰达客场挑战南昌八一。第70分钟，毛彪在禁区内手球，送给对方一个点球，导致球队在领先的情况下被扳平。赛后，天津队老教练蔺新江评论毛彪的手球动作“看上去就像是他的习惯动作，这是非常不应该的”。这次手球也给时任主教练阿里·汉留下了极其不好的印象。阿里·汉执教的两年，卢西亚诺占据锋线，毛彪的出场机会非常稀少，踢的主要是预备队比赛，甚至在预备队里充任边后卫。两年里，毛彪颗粒无收，陷入了进球荒。上一个进球，发生在2009年9月27日客场对阵长春亚泰时。直到新教练库泽和后来的吉马良斯上任，毛彪才迎来了更多机会。库泽将毛彪改造为边前卫，毛彪得以重回首发阵容。2012年7月7日，2012年中国足球超级联赛第16轮客场与大连阿尔滨的比赛中，毛彪终于进球了，打破了1014天的进球荒。
此后阿里汉重新入主，毛彪再度失去固定出场机会，但在2015赛季对阵江苏舜天的比赛替补出场后助攻队友郭皓得分。
2016年足协杯对阵广州昊昕的比赛中，毛彪上演帽子戏法，这也是他职业生涯中首个帽子戏法。

## 家庭
2010年11月14日，毛彪与女友杨扬举行婚礼。二人已相恋四年。杨扬的父亲杨印海是天津著名民营企业家。2012年7月12日，毛彪的儿子出生，取名为毛闰泽。

## 轶事
- 毛彪爱好斗地主，曾参加“斗地主黄金联赛天津电视赛”。[35]
- 2016年夏季，毛彪被天津泰达撤销报名，从此暂别足球生涯，但其本人未正式宣布退役。其后毛彪开办了一家水果店，以“批发价”销售水果[36]。

## 评价
- 刘春明：“特别值得一提的是他在边路的突破。只要他能拿住球，那么总会有办法从对方防守队员的身边挤过来。（毛彪）现在就是还太年轻，毕竟还不到18岁，这使得他在对抗的时候有些吃亏。但是假以时日，毛彪的发展会让所有人震惊。”[37]
- 左树声：“毛彪是个不错的前锋，身体虽然是他的劣势，但他也有他的优势。”[38]
- 蔺新江：“毛彪这名队员还很年轻，他高度有，也很有冲击力，另外他跑动很积极，现在（2012年7月）泰达这支队伍里缺毛彪这样的前锋。”[39]
- 库泽：“毛彪和何杨……训练非常认真，对我的战术执行得非常彻底，而且他们也拥有各自的技术特点。……毛彪是一个心理非常强大的球员。……他的体能不错，速度也很快，而且有一定的盘带技能。……你可以说他不够强悍、技术不够完美、经常有一些看似没有必要的失误，但是我并不是这样去使用和评价队员的，……毛彪很积极。”[40]
- 吉马良斯：“毛彪还很年轻，他潜力无限。”[41]

## 出场纪录
最后更新：2013年11月8日
| 赛季 | 球队     | 联赛 | 联赛 | 联赛 | 足协杯 | 足协杯 | 中超杯 | 中超杯 | 亚冠 | 亚冠 | 总计 | 总计 |
| 赛季 | 球队     | 联赛 | 出场 | 进球 | 出场   | 进球   | 出场   | 进球   | 出场 | 进球 | 出场 | 进球 |
| ---- | -------- | ---- | ---- | ---- | ------ | ------ | ------ | ------ | ---- | ---- | ---- | ---- |
| 2003 | 天津泰达 | 甲A  | 0    | 0    | 0      | 0      | -      | -      | -    | -    | 0    | 0    |
| 2004 | 天津泰达 | 中超 | 0    | 0    | 0      | 0      | 0      | 0      | -    | -    | 0    | 0    |
| 2005 | 天津泰达 | 中超 | 15   | 2    | 0      | 0      | 0      | 0      | -    | -    | 15   | 2    |
| 2006 | 天津泰达 | 中超 | 22   | 1    | 2      | 1      | -      | -      | -    | -    | 24   | 2    |
| 2007 | 天津泰达 | 中超 | 21   | 2    | -      | -      | -      | -      | -    | -    | 21   | 2    |
| 2008 | 天津泰达 | 中超 | 22   | 6    | -      | -      | -      | -      | -    | -    | 22   | 6    |
| 2009 | 天津泰达 | 中超 | 28   | 5    | -      | -      | -      | -      | 6    | 1    | 34   | 6    |
| 2010 | 天津泰达 | 中超 | 16   | 0    | -      | -      | -      | -      | -    | -    | 16   | 0    |
| 2011 | 天津泰达 | 中超 | 7    | 0    | 1      | 0      | -      | -      | 3    | 0    | 11   | 0    |
| 2012 | 天津泰达 | 中超 | 21   | 1    | 1      | 0      | -      | -      | 3    | 0    | 25   | 1    |
| 2013 | 天津泰达 | 中超 | 5    | 0    | 1      | 0      | -      | -      | -    | -    | 6    | 0    |
| 总计 | 总计     | 总计 | 157  | 17   | 5      | 1      | 0      | 0      | 12   | 1    | 174  | 19   |

## 榮譽

### 俱乐部
天津泰达
- 中国足协杯冠军(1): 2011

### 国家队
中国国青队
- 南非八国邀请赛（Sasol Under 23 Eight Nations Tournament）冠军(1): 2006

### 个人荣誉
- 南非八国邀请赛金球奖(1): 2006
- 南非八国邀请赛金靴奖(1): 2006